# آئودی تیپ ای
آئودی تیپ ای (انگلیسی: Audi Type A)
یک خودروی کامپکت ساخت آئودی است که در سال ۱۹۱۰ معرفی شد. این خودرو قدیمی‌ترین و نخستین وسیله نقلیه ساخت آئودی محسوب می‌شود. در مجموع ۱۴۰ دستگاه از این خودرو تولید شد. این خودرو مجهز به یک موتور ۴ سیلندر ۲۶۰۰ سی‌سی بود که نهایت سرعت این خودرو را به ۷۵ کیلومتر در ساعت می‌رساند.